# 陳豫
陳 豫（ちん よ、生年不詳 - 1463年）は、明代の官僚・軍人。字は立卿。本貫は廬州府合肥県。

## 生涯
陳瑄の孫にあたる。1437年（正統2年）、平江伯の爵位を嗣いだ。1448年（正統12年）、神機営右哨を管轄した。1448年（正統13年）、福建沙県で鄧茂七の乱が起こると、陳豫は右副総兵として寧陽侯陳懋に従い、反乱を鎮圧した。1449年（正統14年）、前軍都督府を管掌し、平江侯の爵位に進んだ。オイラトのエセン・ハーンが侵攻してくると、陳豫は臨清に駐屯し、城堡を建て、兵士の訓練と民衆の安撫につとめ、平静を保った。1450年（景泰元年）、北京に召還されたが、臨清の父老が宮殿を訪れて留任を請願したため、陳豫は臨清に留まることとなった。1454年（景泰5年）、山東で飢饉が起こると、陳豫は景泰帝の命を受けて振恤にあたった。ほどなく南京の守備についた。1457年（天順元年）、北京に召還され、歳禄100石を加増された。1463年（天順7年）9月、死去した。黟国公の位を追贈された。諡は荘敏といった。
子の陳鋭が後を嗣いだ。